# Josef Stering
Josef „Sepp“ Stering (* 6. März 1949 in Pichling bei Köflach) ist ein ehemaliger österreichischer Fußballnationalspieler.

## Karriere
Josef Stering begann seine Laufbahn in seiner Heimat beim ASK Voitsberg. 1968 wechselte er zum Grazer AK, für den er in seiner ersten Profisaison fünf Treffer erzielen konnte. Im Sommer 1972 erfolgte der Wechsel zum aufstrebenden SK VÖEST nach Linz. In der Saison 1973/74 wurde er mit dem Werksklub österreichischer Fußballmeister. Unter der Saison 1975/76 wechselte Stering zur SSW Innsbruck, mit der Spielgemeinschaft wurde er 1976/77 abermals Meister.
Bereits am 27. April 1969 konnte der Weststeirer sein Debüt in der Österreichischen Nationalelf mit einem 3:1-Auswärtserfolg über Malta im Gzira-Stadion von La Valletta feiern, als er zur Pause für Helmut Redl eingewechselt worden war. Weitere 25 Einsätze im Nationalteam folgten, darunter die  Qualifikationsspiele für die Weltmeisterschaft 1978 in Argentinien. An der WM konnte Stering wegen einer schweren Knieverletzung (Meniskus-, Seiten- und Kreuzbandriss im Meisterschaftsspiel am 5. November 1977 gegen FC Admira/Wacker) jedoch nicht teilnehmen, aber es war doch nicht das befürchtete Karriereende. Er kam bereits am 29. April 1978 beim Heim-1:1 der Innsbrucker gegen Rapid Wien wieder zum Einsatz(ab der 56. Min. für Werner Kriess). Er wurde zwar noch am 20. August 1979 von Teamchef Karl Stotz für das Qualifikationsspiel der Gruppe 2 gegen Norwegen für die Europameisterschaft 1980 einberufen, aber er durfte beim Match am 29. August nicht einmal auf der Ersatzbank Platz nehmen. Somit war der 1:0-Sieg am 30. Oktober 1977 gegen die Türkei in İzmir, als Österreich die vorgenannte Qualifikation endgültig geschafft hatte, sein letztes Länderspiel.
Von 1978 bis 1980 war er für den TSV 1860 München tätig, mit dem er in der ersten Saison den Aufstieg in die Fußball-Bundesliga feierte und in der Folgesaison den Klassenerhalt sichern konnte. 1980 folgte der Wechsel zurück zum Grazer AK, mit dem er 1981 den ersten Cupsieg des Vereins feiern konnte. Bis 1986 blieb er bei seinem Stammverein in Graz, bei dem er auch seine Profikarriere beendet. Insgesamt bestritt er für den Grazer AK 296 Meisterschaftsspiele und erzielte dabei 48 Tore.
Nach seiner Profikarriere spielte er weiter als Amateur bei seinem Heimatklub ATUS Bärnbach; in Bärnbach betreibt er auch seit 1986 eine Trafik.

## Vereinsstationen
- 1960–1968: ASK Voitsberg
- 1968–1972: Grazer AK
- 1972–1975: SK VÖEST Linz
- 1976–1978: SSW Innsbruck
- 1978–1980: TSV 1860 München
- 1980–1986: Grazer AK
- 1986–19??: ATUS Bärnbach